# Wyżnia (polana)
Wyżnia, Wysznia – polana w Gorcach. Położona jest na południowych zboczach Wyżniej (1106 m). W kolejności od góry na dół są tutaj 3 polany: Józefowa, Certez i Wyżnia. Wyżnia sąsiaduje z Certezem, oddzielona od niego jest tylko kilkoma drzewami. Dawniej nazwą Wysznia obejmowano obydwie te polany, dopiero na mapie Geoportalu mają oddzielne nazwy. Certez jest dużo większy. Obydwie znajdują się na obszarze Gorczańskiego Parku Narodowego, na stoku o południowym nachyleniu. Niegdyś były koszone i wypasane, aby nie dopuścić do zarośnięcia lasem, park narodowy corocznie kosi je.
Z polany rozległe widoki. Cały południowy horyzont przesłania potężny łańcuch Tatr. Widokami tymi zachwycał się Seweryn Goszczyński i opisał je w swoim wierszu „Sobótki”. Czarny szlak turystyczny z Łopusznej przez Wyżnią omija tę polanę i jest ona z niego niewidoczna. Można jednak na polanę dojść zieloną ścieżką edukacyjną.
Polana znajduje się w granicach miejscowości Łopuszna w gminie Nowy Targ, powiecie nowotarskim w województwie małopolskim.

## Szlaki turystyki pieszej
ścieżka dydaktyczna „z Łopusznej na Jankówki”. Rozpoczyna się przy Chłapkowej Polanie i prowadzi doliną Chłapkowego Potoku i zboczami Wyżniej na polanę Jankówki.

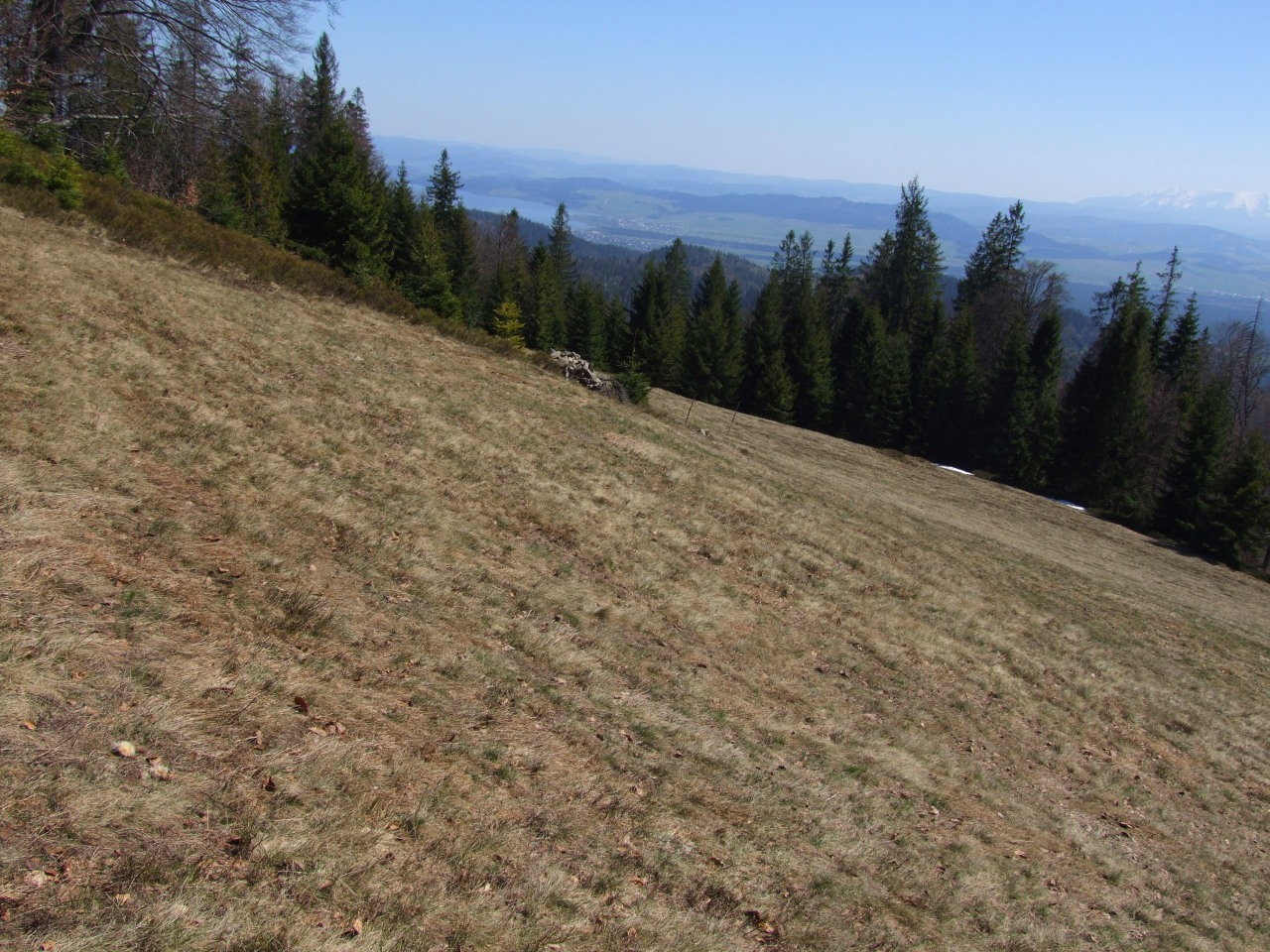
Polana Wyżnia i widok na Pieniny i Jezioro Czorsztyńskie